# Hétep-Hérès Ire
Hétep-Hérès Ire est l'épouse de Snéfrou avec lequel elle engendre Khéops. Ses titres incluent : « Mère du Roi » (mwt-niswt), « Mère du Roi des Deux Terres » (mwt-niswt-biti), « Intendante d'Horus » (kht-hrw), « Fille du Dieu de son corps » (s3t-ntr-nt-kht.f).

## Généalogie
Hétep-Hérès Ire est l'épouse du roi Snéfrou et la mère du roi Khéops, portant en effet les titres de « Mère du Roi » (mwt-niswt) et de « Mère du Roi des Deux Terres » (mwt-niswt-biti). Cependant, elle ne porte pas le titre d'« Épouse du Roi », ce qui est surprenant. Elle est également la mère de la princesse Hétep-Hérès, épouse du prince Ânkhkhâf.
Son titre de « Fille du Dieu de son corps » (s3t-ntr-nt-kht.f) a fait dire à certains qu'elle était la fille du roi Houni, prédécesseur de Snéfrou, or selon Michel Baud, ceci n'est en rien une preuve qu'elle soit une fille royale.

## Sépulture
À partir de 1902, une expédition conjointe de l'université Harvard et du Museum of Fine Arts de Boston reprend les fouilles de Gizeh. Pendant vingt-trois ans, ils ont méthodiquement défriché et documenté la zone. Le 9 mars 1925, alors que le chef de l'expédition, George Andrew Reisner, était de retour aux États-Unis, le photographe de l'état-major remarqua une tache de plâtre, là où du calcaire était attendu. Sous la direction d'Ahmed Saïd, le chef de Reisner, ils ont nettoyé la zone et enlevé le plâtre, révélant un puits profond. Ils ont creusé jusqu'à vingt-six mètres avant d'atteindre un mur de maçonnerie qui, une fois enlevé, a révélé un fouillis d'objets funéraires, dont un sarcophage d'albâtre blanc, des tiges enrobées d'or utilisées pour encadrer un auvent ou une tente, des meubles en or et en bois, etc. À l'aide de jumelles et de miroirs, Battiscombe Gunn a identifié une inscription identifiant Snéfrou, ce qui, contrairement à ce qui était rapporté dans les journaux de l'époque, signifiait seulement que le propriétaire de la tombe avait vécu sous le règne de Snéfrou.
Reisner a conclu qu'il s'agissait d'un enterrement secret, peut-être parce que les voleurs s'étaient introduits dans la tombe originale. En avril, il avait identifié le propriétaire de la tombe comme étant Hétep-Hérès Ire, épouse de Snéfrou et mère de Khéops. En 1927, ils se rassemblèrent pour ouvrir le sarcophage et découvrir qu'il était vide,. 
Reisner a supposé que Hétep-Hérès Ire avait été à l'origine enterré près de la pyramide de son mari à Dahchour, mais que le tombeau avait été cambriolé peu après son enterrement. Il pensait que les voleurs avaient ouvert le sarcophage, volé la momie avec tous ses objets en or, mais s'étaient enfuis avant de prendre le reste des trésors. Reisner a proposé que les fonctionnaires responsables de la tombe, afin d'éviter sa colère, ont dit à Khéops que la momie était toujours en sécurité dans le sarcophage. Khéops ordonna alors l'enterrement du sarcophage et tout l'équipement funéraire à Gizeh, près de sa propre pyramide,.
La séquence exacte des événements reste cependant un mystère. Mark Lehner a suggéré que G7000X était la tombe originale d'Hétep-Hérès Ire et que sa deuxième tombe était la pyramide G1A. Il a supposé que la momie de la reine a été retirée de G7000X lorsque la pyramide a été achevée et que certains des biens funéraires ont été laissés derrière lorsque la reine a été enterrée de nouveau. Une troisième possibilité, esquissée par I.E.S. Edwards dans sa revue de la théorie de Lehner, est que le G7000X était destiné à être la dernière demeure de Hétep-Hérès Ire et que la momie a été dérobée de cette structure peu après son enterrement. Il est possible qu'une superstructure en forme de pyramide ait été prévue pour recouvrir G7000X.
Zahi Hawass a suggéré que Hétep-Hérès Ire était à l'origine enterrée dans la pyramide G1A, le plus au nord des petites pyramides, et qu'après le vol, un nouveau puits a été creusé pour une nouvelle tombe. Cela expliquerait les traces d'altération sur les objets de la tombe.
D'autres encore pensent, en reprenant pour partie l'idée de Reisner, que la tombe originale d'Hétep-Hérès Ire était un mastaba à Meïdoum ou Dahchour non loin de l'une des pyramides de Snéfrou. Si c'est le cas, son mastaba n'a soit pas été retrouvé, soit n'a pas été identifié comme étant le sien.

## Mobilier funéraire

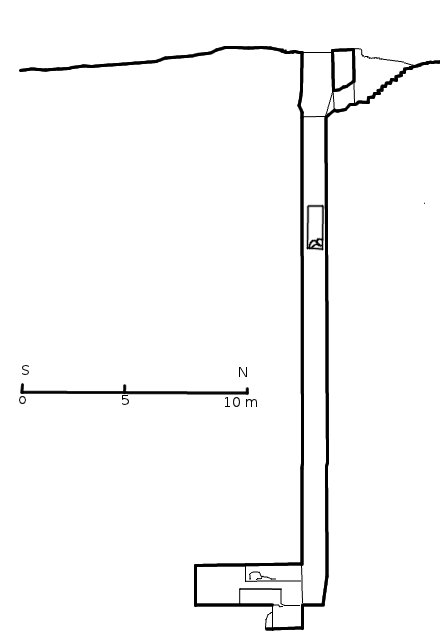
Coupe de la cachette, avec son puits d'accès.

Le sarcophage et le mobilier funéraire d'Hétep-Hérès Ire ont été découverts en 1925 près des pyramides satellites de la Grande Pyramide de Gizeh dans le puits G7000X d'un tombeau. Bien que le sarcophage soit scellé et que le coffre, une grande boîte contenant quatre petits compartiments carrés représentants les quatre vases canopes, soit intact, la momie d'Hétep-Hérès Ire a disparu. Le coffre est l'un des plus anciens exemples connus, de sorte qu'il a été suggéré que Hétep-Hérès Ire ait été l'une des premières égyptiennes à avoir conservé ses organes. Des quatre carrés intérieurs, tous contenaient de la matière organique, mais deux des carrés contenaient aussi du liquide. Les tests qui ont suivi ont révélé que le liquide était une solution à trois pour cent de natron égyptien dans l'eau, qui a été utilisée dans le processus de momification.
Le contenu de la tombe nous fournit de nombreux détails sur le luxe et les modes de vie de la IVe dynastie. Les objets trouvés dans la tombe sont exposés au musée égyptien du Caire, avec des répliques des principaux meubles funéraires au musée des Beaux-Arts de Boston, Massachusetts.
Le mobilier funéraire du G 7000X comprenait les articles suivants :
- Auvent de lit - (inscrit), recouvert d'or, présenté par Snéfrou, dans l'entrée du musée du Caire. 57711 (restauré).
- Lit avec marchepied incrusté d'or, dans l'entrée du musée du Caire. 53261 (restauré).
- Boîte à rideaux (inscrite) - couverte d'or, incrustée de faïence, représentant Snéfrou, avec le roi assis à l'extrémité nord, et les noms et disque ailé à l'extrémité sud, dans l'entrée du musée du Caire. 72030 (restauré).
- Fauteuil avec papyrus - décoration florale, recouvert d'or, au musée du Caire. 53263 (restauré).
- Fauteuil - avec incrustations de Neith sur les deux faces du dos, avec un faucon debout sur une colonne de palmes sur les bras (bois péri), recouvert d'or, au musée du Caire (recréé en 2016).
- Fragments d'or - avec le lotus assis défunt sentant mauvais, probablement du couvercle d'une petite boîte, au musée du Caire.
- Palanquins (inscrits au dos) - couverts d'or, dans l'entrée du musée du Caire. 52372 (restauré).
- Vestiges d'un étui tubulaire en cuir - contenant deux longues douelles recouvertes d'un boîtier à nervures dorées et d'une baguette en bois avec l’emblème de Min incrusté, au musée du Caire. (89619 a et b).
- Coffre - avec couvercle incrusté avec texte et décoration représentant emblème de Min, recouvert d'or, au musée du Caire. Le coffre contenait une boîte avec huit pots d'onguent d'albâtre (inscrits) sur le support et une cuillère de toilette en cuivre, une boîte (inscrite), recouverte d'or, contenant des bracelets d'argent avec motif papillon, et un appuie-tête en bois, couvert d'or et d'argent (non inscrit).
- Sarcophage - albâtre.
- Boîte à canopes - albâtre.

L'analyse de prélèvements faits sur les bracelets de Hétep-Hérès Ire par une équipe internationale d'archéologues et publiée dans Journal of Archaeological Science: Reports en juin 2023 montre que ces bracelets contiennent des traces d'argent, métal dont on ne connaît pourtant aucun gisement local exploité avant 2600 av. J.-C. Une analyse isotopique de l'argent révèle que le minerai provient des Cyclades. Cette découverte montre que l'Égypte, dès cette époque, possédait un réseau commercial étendu jusqu'en Grèce,.

## Photos

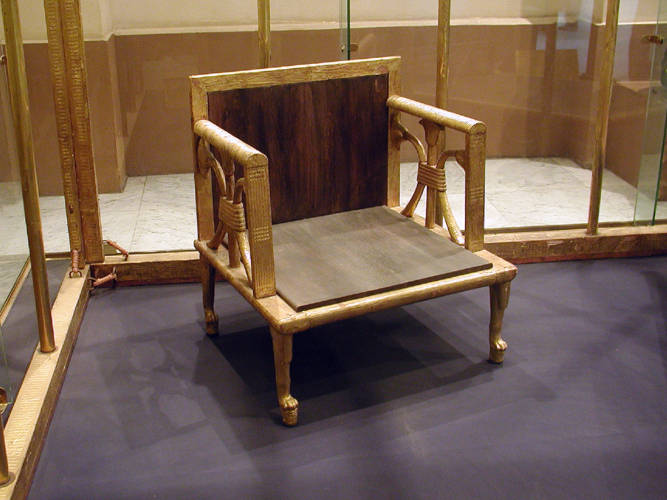
Fauteuil en bois doré de la reine Hétep-Hérès Ire trouvé à Gizeh et conservé aujourd'hui au musée égyptien du Caire.
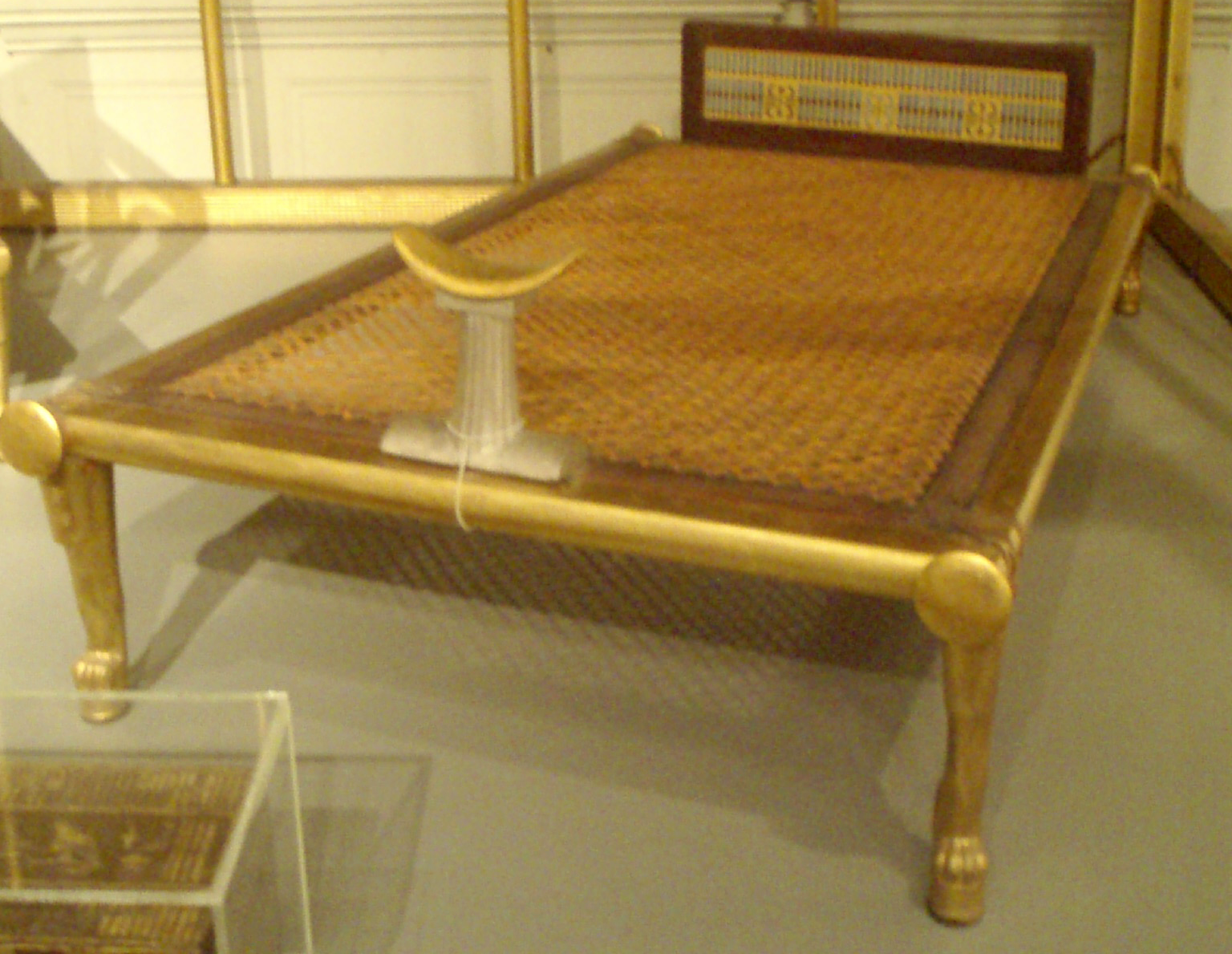
Reproduction grandeur nature du lit de la reine Hétep-Hérès Ire exposée au musée des Beaux-Arts de Boston - L'original est au musée égyptien du Caire.
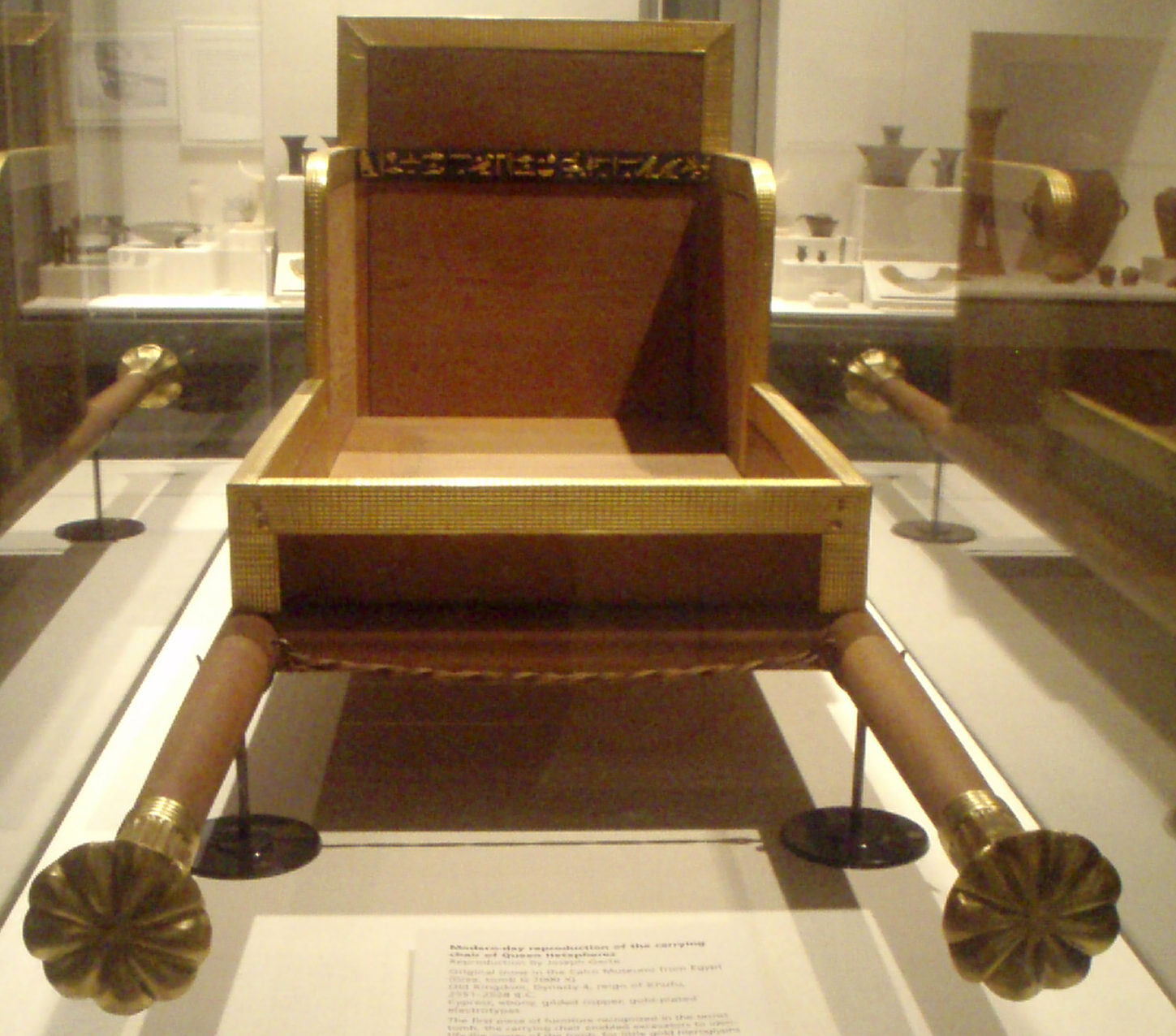
La chaise à porteur de la reine Hétep-Hérès Ire - Reproduction exposée au musée des beaux-arts de Boston - L'original est au musée égyptien du Caire.